# اقتصاد روسیه
اقتصاد روسیه اقتصادی با درآمد نسبتاً بالا، مختلط و در حال تحول و توسعه است که پنجمین اقتصاد بزرگ ملی در اروپا، یازدهمین کشور بر پایه تولید ناخالص داخلی اسمی در جهان و چهارمین از لحاظ برابری قدرت خرید است.
جغرافیای وسیع روسیه نقش مهمی در فعالیت اقتصادی آن دارد که برخی منابع تخمین می‌زنند روسیه بیش از ۳۰ درصد از منابع طبیعی جهان را در اختیار دارد. بانک جهانی ارزش کل منابع طبیعی روسیه را ۷۵ تریلیون دلار آمریکا تخمین زده‌است. روسیه برای دستیابی به بیشترین رشد خود، به درآمدهای انرژی متکی است. روسیه دارای مقدار زیادی نفت، گاز طبیعی و فلزات گران‌بها است که سهم عمدهٔ صادرات روسیه را تشکیل می‌دهد. از سال ۲۰۱۲، بخش نفت و گاز ۱۶٪ از تولید ناخالص داخلی، ۵۲٪ از درآمد بودجهٔ فدرال و بیش از ۷۰٪ از کل صادرات را به خود اختصاص داده‌است.
روسیه یک «ابرقدرت انرژی» محسوب می‌شود. این کشور بزرگ‌ترین ذخایر اثبات‌شدهٔ گاز طبیعی جهان را دارد و بزرگ‌ترین صادرکنندهٔ گاز طبیعی است. همچنین دومین صادرکنندهٔ نفت است.
روسیه دارای صنعتی بزرگ و پیشرفته برای تسلیحات است، توانایی طراحی و ساخت تجهیزات نظامی پیشرفته از جمله هواپیمای جنگندهٔ نسل پنجم، زیردریایی‌های هسته‌ای، سلاح گرم و موشک بالیستیک کوتاه‌برد، میان‌برد و قاره‌پیما را دارد. ارزش صادرات اسلحهٔ روسی در سال ۲۰۱۳ بالغ بر ۱۵٫۷ میلیارد دلار بود - دوم فقط به ایالات متحده. صادرات نظامی برتر از روسیه شامل هواپیماهای جنگی، سیستم‌های دفاع هوایی، کشتی‌ها و زیردریایی‌ها است.
توسعهٔ اقتصادی این کشور از نظر جغرافیایی نابرابر بوده و منطقهٔ مسکو سهم بسیار زیادی از تولید ناخالص داخلی کشور را به خود اختصاص داده‌است. از سال ۱۹۹۰ در روسیه افزایش قابل توجهی در نابرابری ثروت وجود داشته‌است (بسیار بیشتر از چین و سایر کشورهای اروپای شرقی). گروه اعتبار سوئیس نابرابری ثروت روسیه را در مقایسه با سایر کشورها چنان افراطی توصیف کرده‌است که «سزاوار آن است که در یک گروه جداگانه قرار بگیرد.»
یک پژوهش تخمین می‌زند که «ثروتی که در خارج از ساحل توسط روس‌های ثروتمند نگهداری می‌شود، تقریباً سه‌برابر بیشتر از ذخایر رسمی خالص خارجی است، و از نظر بزرگی با کل دارایی‌های مالی خانوار که در روسیه نگهداری می‌شود قابل مقایسه است.»

## تاریخ اقتصادی

### اقتصاد شوروی

#### صنعتی شدن تحت سلطهاستالین
از آغاز سال ۱۹۲۸، دوره اقتصاد اتحاد جماهیر شوروی با مجموعه ای از برنامه‌های ۵ ساله هدایت شد. تا دهه ۱۹۵۰، اتحاد جماهیر شوروی به سرعت از یک جامعه عمدتاً کشاورزی به یک قدرت بزرگ صنعتی تبدیل شده بود. در دهه ۱۹۷۰ اتحاد جماهیر شوروی وارد عصر رکود شد. خواسته‌های پیچیده اقتصاد مدرن و مدیریت انعطاف‌ناپذیر برنامه ریزان مرکزی را تحت فشار قرار داد. حجم تصمیماتی که پیش روی برنامه ریزان در مسکو قرار دارد بسیار زیاد شد. رویه‌های دشوار برای دولت بوروکراتیک ارتباطات آزاد و پاسخ انعطاف‌پذیر مورد نیاز در سطح شرکت برای مقابله با بیگانگی کارگران، نوآوری، مشتریان و تأمین کنندگان را محروم کرد.
از سال ۱۹۷۵ تا ۱۹۸۵، فساد اداری و داده‌های جزئی به شیوه رایج در بین بوروکراسی برای گزارش اهداف و سهمیه‌های رضایت بخش در نتیجه بحران وارد شد. با شروع سال ۱۹۸۶، میخائیل گورباچف تلاش کرد با پیشروی به سمت یک اقتصاد سوسیالیستی مبتنی بر بازار، مشکلات اقتصادی را برطرف کند. سیاست‌های گورباچف در مورد پرسترویکا نتوانست اقتصاد جدید اتحادیه جماهیر شوروی را دوباره زنده کند. در عوض، فرایندی از تجزیه سیاسی و اقتصادی با فروپاشی اتحادیه جماهیر شوروی در سال ۱۹۹۱ به اوج خود رسید.

### انتقال به اقتصاد بازار باز

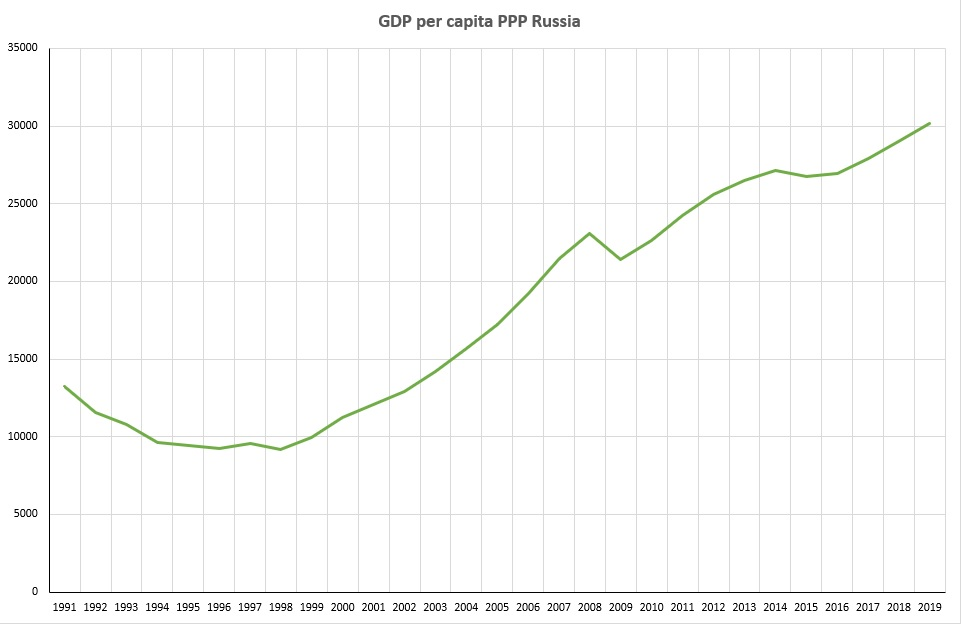
تولید ناخالص داخلی روسیه با برابرب قدرت خرید (PPP) در سالهای ۱۹۹۱–۲۰۱۹ (به دلارهای بین‌المللی)

پس از فروپاشی اتحاد جماهیر شوروی، روسیه دستخوش تحولی بنیادی شد و از یک اقتصاد برنامه‌ریزی شده مرکزی به سمت یک اقتصاد بازاری یکپارچه جهانی حرکت کرد. فرایندهای خصوصی‌سازی فاسد و اتفاقی، شرکتهای بزرگ دولتی را به "الیگارشی" متصل سیاسی تبدیل کرد که مالکیت سهام عدالت را به شدت متمرکز کرده‌است.
برنامه یلتسین از اصلاحات اساسی و بازار محور به عنوان «شوک درمانی» شناخته شد. این اساس مبتنی بر سیاست‌های مرتبط با اجماع واشینگتن، توصیه‌های صندوق بین‌المللی پول و گروهی از اقتصاددانان برتر آمریکایی از جمله لری سامرز بود.
با فساد عمیق روند کار، که پروسه را مبتلا کرد، این نتیجه فاجعه بار بود و تولید ناخالص داخلی واقعی تا سال ۱۹۹۹ بیش از ۴۰٪ تولید ناخالص داخلی را کاهش داد، تورم بیش از حد، که موجب از بین رفتن پس‌اندازهای شخصی و گسترش سریع جرم و فقر شد.
این امر با افت سطح استاندارد زندگی همراه بود، از جمله افزایش نابرابری اقتصادی و فقر، به همراه افزایش مرگ و میر بیش از حد و کاهش امید به زندگی. اکثر شرکت‌های دولتی در میان جنجال‌های بزرگ، خصوصی‌سازی شدند و متعاقباً به مراتب، کمتر از آنچه ارزششان در اختیار مالکان خود بود [۵۴] واگذار شدند. به عنوان مثال، مدیر یک کارخانه در دوران رژیم اتحاد جماهیر شوروی اغلب صاحب همان کارخانه می‌شد. تحت پوشش دولت، دستکاری‌های فجیع مالی انجام شد که گروهی محدودی از افراد را در مناصب کلیدی تجارت و دولت غنی کرد. بسیاری از آنها بی درنگ ثروت تازه خود را در خارج از کشور سرمایه‌گذاری کردند و خروج جریان سرمایه ای عظیم ایجاد کردند
مشکلات جمع‌آوری درآمدهای دولت در میان اقتصاد در حال فروپاشی و وابستگی به وام کوتاه مدت برای تأمین کسری بودجه منجر به بحران مالی روسیه در سال ۱۹۹۸ شد.
در دهه ۱۹۹۰ روسیه "بزرگترین وام گیرنده" از صندوق بین‌المللی پول با وام بالغ بر ۲۰ میلیارد دلار بود. صندوق بین‌المللی پول مورد انتقاد زیادی برای وام دادن قرار گرفت همان‌طور که روسیه اندکی از اصلاحات وعده داده شده برای پول را وارد کرد و بخش بزرگی از این بودجه می‌توانست "از هدف مورد نظر خود منحرف شود و در جریان سرمایه‌هایی که به طور غیرقانونی کشور را ترک می‌کرد، گنجانده شود. ".

### بازیابی و رشد (۱۹۹۹–۲۰۰۸)

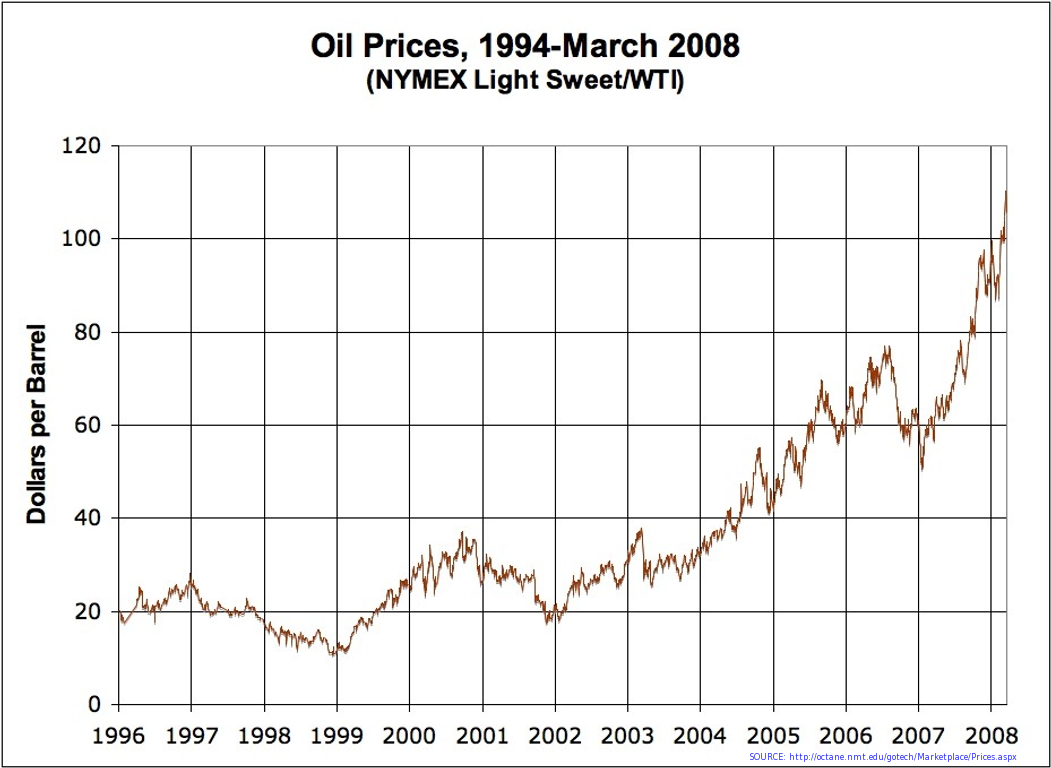
قیمت نفت در دهه ۲۰۰۰

روسیه با سرعت غافلگیرکننده از سقوط مالی اوت ۱۹۹۸ بازگشت. عمده دلیل ریکاوری، کاهش ارزش روبل بود که باعث شد تولیدکنندگان داخلی در سطح ملی و بین‌المللی رقابت بیشتری داشته باشند.
بین سالهای ۲۰۰۰ تا ۲۰۰۲، تعداد قابل توجهی از اصلاحات اقتصادی طرفدار رشد از جمله اصلاحات مالیاتی جامع وجود داشت، که مالیات ثابت بر درآمد ۱۳٪ را ایجاد کرده‌است. و تلاش گسترده‌ای برای مقررات زدایی که باعث بهبود اوضاع برای شرکت‌های کوچک و متوسط می‌شود.
در بین سالهای ۲۰۰۰ تا ۲۰۰۸، اقتصاد روسیه از افزایش قیمت کالاها رونق اساسی پیدا کرد. تولید ناخالص داخلی به‌طور متوسط ۷٪ در سال رشد داشت. درآمد قابل تصرف بیش از دو برابر و به ارزش دلار به هشت برابر افزایش یافت. بین سالهای ۲۰۰۰–۲۰۰۶حجم اعتبار مصرف‌کننده ۴۵ برابر افزایش یافت و باعث رونق مصرف خصوصی شد. تعداد افرادی که زیر خط فقر زندگی می‌کردند از ۳۰ درصد در سال ۲۰۰۰ به ۱۴ درصد در سال ۲۰۰۸ کاهش یافت.
تورم همچنان به عنوان یک مشکل باقی ماند اگرچه، بانک مرکزی برای مقابله با افزایش ارزش روبل ،عرضه پول را به شکل گسترده‌ای افزایش داد. با این وجود، در سال ۲۰۰۷ بانک جهانی اظهار داشت که اقتصاد روسیه به "ثبات بی سابقه اقتصاد کلان " دست یافته‌است. روسیه تا اکتبر ۲۰۰۷، از سال ۲۰۰۰ هر ساله نظم و انضباط مالی چشمگیر با مازاد بودجه را حفظ کرد.

### ۲۰۰۹–۲۰۱۴

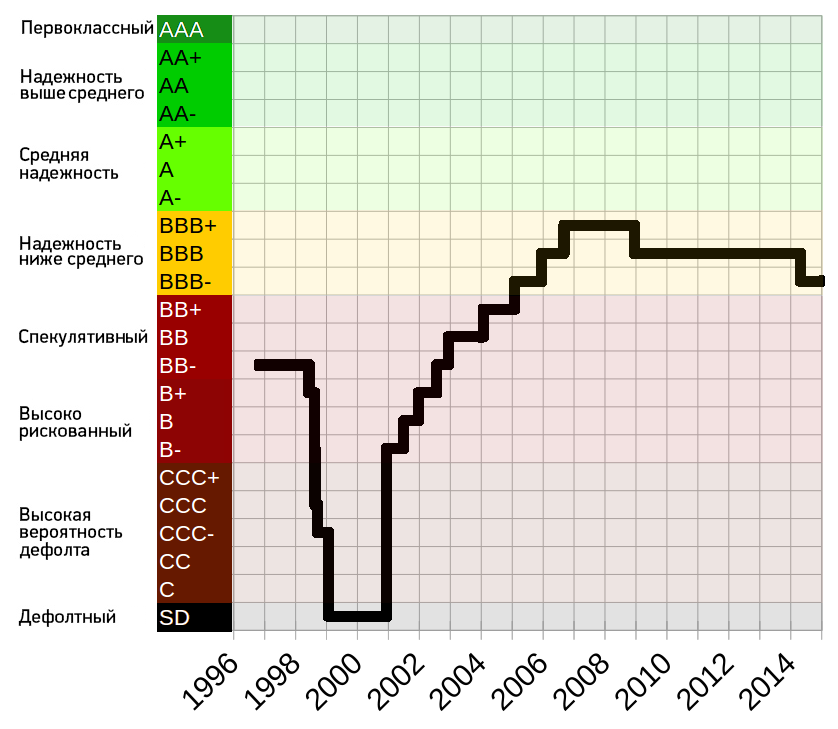
تغییر در رتبه‌بندی اعتبار (خارجی) روسیه، Standard & Poor's

در سال ۲۰۰۸، بانک‌های روسی از بحران اعتبار جهانی ضربه خوردند، اگرچه به دلیل پاسخ فعال و به موقع دولت و بانک مرکزی، که سیستم بانکی را از تأثیر بحران مالی جهانی محافظت می‌کرد، آسیب‌های بلند مدتی وارد نشد. رکود شدید، اما مختصر در روسیه با شروع بهبودی اواخر سال ۲۰۰۹ دنبال شد.
پس از ۱۶ سال مذاکره، عضویت روسیه در سازمان تجارت جهانی در سال ۲۰۱۱ پذیرفته شد. در سال ۲۰۱۳، روسیه توسط بانک جهانی، اقتصادی پر درآمد معرفی شد.
رهبران روسیه بارها از لزوم تنوع بخشیدن به اقتصاد به دور از وابستگی آن به نفت و گاز و تقویت بخش فناوری پیشرفته سخن گفتند. در سال ۲۰۱۲، نفت، گاز و فراورده‌های نفتی بیش از ۷۰ درصد کل صادرات را به خود اختصاص دادند. به نظر می‌رسد این مدل اقتصادی محدودیت‌های خود را نشان داد، هنگامی که پس از سالها عملکرد قوی، اقتصاد روسیه در سال ۲۰۱۳ فقط با ۱٫۳ درصد رشد گسترش یافت. دلایل متعددی برای توضیح این کندی مطرح شده‌است، از جمله آن می‌توان به رکود طولانی مدت در اتحادیه اروپا که بزرگترین شریک تجاری روسیه، قیمت راکد نفت، فقدان ظرفیت صنعتی اضافی و مشکلات جمعیتی است اشاره کرد. آشفتگی سیاسی در همسایگی اوکراین به عدم قطعیت و سرکوب سرمایه‌گذاری افزود.
طبق نظرسنجی انجام شده توسط فایننشال تایمز در سال ۲۰۱۲، روسیه از نظر عملکرد اقتصادی در میان گروه ۲۰، بعد از عربستان سعودی، دوم بود، بر اساس هفت اقدام: رشد تولید ناخالص داخلی، کسری بودجه و بدهی دولت برای سال ۲۰۱۲؛ بهبود اقتصادی - تولید در مقایسه با اوج پیش از بحران. تغییر بدهی از سال ۲۰۰۹؛ تغییر بیکاری از سال ۲۰۰۹ تا ۲۰۱۳؛ و در آخر، انحراف حساب جاری از مانده. مجله فوربس روسیه را به عنوان ۹۱مین دربین بهترین کشورها برای تجارت ذکر کرده‌است. این کشور اخیراً در حوزه‌هایی مانند نوآوری و آزادی تجاری پیشرفت چشمگیری داشته‌است. (فوربس هر کشور را در رده‌های مختلفی قرار می‌دهد و از منابع مختلفی مانند مجمع جهانی اقتصاد، بانک جهانی و آژانس اطلاعات مرکزی، اطلاعات دریافت می‌کند). از سال ۲۰۰۸، مسکو توسط مجله فوربز بارها و بارها «پایتخت میلیاردرهای جهان» نامگذاری شده‌است.

### ۲۰۱۴ - ۲۰۲۱
به دنبال الحاق کِریمه در مارس ۲۰۱۴ و دخالت روسیه در درگیری‌های جاری در اوکراین، ایالات متحده، اتحادیه اروپا (و برخی دیگر از کشورهای اروپایی)، کانادا و ژاپن تحریم‌هایی را در بخش‌های مالی، انرژی و دفاعی روسیه اعمال کردند. این امر به سقوط روبل روسیه انجامید و ترس از بحران مالی روسیه را برانگیخت. روسیه با تحریم علیه تعدادی از کشورها از جمله دوره یک ساله ممنوعیت واردات مواد غذایی از اتحادیه اروپا و ایالات متحده واکنش نشان داد. از سال ۲۰۱۸ تخمین زده می‌شود که تحریم‌های غرب ممکن است اقتصاد روسیه را تا مقدار ۶٪ کاهش دهد.
طبق اعلام وزارت اقتصاد روسیه در ژوئیه سال ۲۰۱۴، رشد تولید ناخالص داخلی در نیمه اول سال ۲۰۱۴، ۱٪ بوده‌است. این وزارتخانه برای سال ۲۰۱۴، ۰٫۵٪ رشد را پیش‌بینی کرده‌است. اقتصاد روسیه در سال ۲۰۱۴ بهتر از مقدار انتظار ۰٫۶٪ رشد کرد. در سه‌ماهه دوم سال ۲۰۱۵، تورم در مقایسه با سه‌ماهه دوم سال ۲۰۱۴، ۸٪ بود. با ورود اقتصاد به دوره رکود، ۴٫۶٪ از اقتصاد گرفتار شده بود. [۸۱] برای تعادل بودجه دولت در سال ۲۰۱۵، قیمت نفت باید حدود ۷۴ دلار آمریکا باشد برخلاف ۱۰۴ دلار در سال ۲۰۱۴. روسیه سابقاً حدود ۵۰۰ میلیارد دلار ذخایر فارکس داشت، اما در تابستان۲۰۱۵، ۳۶۰ میلیارد دلار در اختیار داشت و قصد دارد تا سالهای آینده انباشت ذخایر ارزهای خارجی را حفظ کند، تا آنها دوباره به ۵۰۰ میلیارد دلار برسند.
به گفته هرمان گرف از اسبربانک، انقباض اقتصاد روسیه «یک بحران نیست بلکه یک واقعیت جدید» است که در درجه اول به دلیل پایین بودن قیمت نفت باید با آن سازگار شد. وی همچنین تعدادی از معیارها را ارایه داد که تغییرات را نشان می‌دهد - تولید ناخالص داخلی ۳٫۷٪، درآمد - ۴٫۳٪، حقوق - با ۹٫۳٪ و تورم به ۱۲٫۹٪ رسیده‌است. با این حال، در ماه دسامبر سال ۲۰۱۵ توسط مسکو تایمز گزارش شد که تعداد افرادی که رو یا زیر خط فقر زندگی می‌کنند، «افرادی که درآمد ماهانه آنها کمتر از ۹٬۶۶۲ روبل (۱۴۰ دلار) است»، بیش از ۲٫۳ میلیون نفر افزایش یافته‌است. روسیه به عنوان یکی از نابرابرترین اقتصادهای بزرگ جهان شمرده شده‌است.
در طی سالهای ۲۰۱۴–۲۰۱۵ یک چهارم از بانک‌های روسیه بازار را ترک کردند، هزینه صندوق ضمانت بانکی روسیه به ۱ تریلیون روبل رسید به علاوه بودجه اضافی دولت برای کمک به بانکها نیز به ۱٫۹ تریلیون روبل رسید.
در سال ۲۰۱۶، اقتصاد روسیه با PPP (شاخص برابری قدرت خرید) ششمین اقتصاد بزرگ در دنیا بود و همچنین دوازدهمین کشور بزرگ در بازار نرخ‌های ارز بود. بین سالهای ۲۰۰۰ تا ۲۰۱۲ صادرات انرژی روسیه رشد سریعی در استانداردهای زندگی به وجود آورد و درآمد قابل تصرف حقیقی ۱۶۰٪ افزایش یافت. از نظر ارزش دلار آمریکا، این افزایش بیش از هفت برابر درآمد قابل تصرف از سال ۲۰۰۰ بود. در همان دوره، بیکاری و فقر بیش از نصف کاهش یافتند و شاخص رضایت از زندگی روس‌ها نیز به میزان قابل توجهی افزایش یافت. این رشد نتیجه ترکیبی از رونق کالاها در دهه ۲۰۰۰، قیمت بالای نفت و همچنین سیاست‌های احتمالی اقتصادی و مالی بود. با این حال، این دستاوردها به طورنابرابر توزیع شده‌است، چرا که ۱۱۰ ثروتمند در گزارشی از سوی کریس سوسیس پیدا شدند که ۳۵٪ از کل دارایی‌های مالی که توسط خانوارهای روسی نگهداری می‌شد، تملک کنند. روسیه همچنین دومین حجم از جریان خروج پول‌های غیرقانونی را دارد، از این طریق بیش از ۸۸۰ میلیارد دلار بین سال‌های ۲۰۰۲ و ۲۰۱۱ از دست داده‌است. از سال ۲۰۰۸ فوربس بارها و بارها مسکو را «پایتخت میلیاردرهای جهان» نامید.
اقتصاد روسیه از ابتدای سال ۲۰۱۴، به دلیل سقوط قیمت نفت، تحریم‌ها و خروج جریان سرمایه، دچار رکود اقتصادی شد. در حالی که در سال ۲۰۱۴ رشد تولید ناخالص داخلی بر روی ۰٫۶٪ مثبت باقی ماند، در سال ۲۰۱۵ اقتصاد روسیه ۳٫۷٪ کوچک شد و پیش‌بینی می‌شد در سال ۲۰۱۶ روند نزولی بیشتری داشته باشد. با این حال، بانک جهانی و صندوق بین‌المللی پول تخمین زدند که اقتصاد روسیه تا سال ۲۰۱۷ بهبود خواهد یافت.
تا سال ۲۰۱۶، اقتصاد روسیه با تولید ناخالص داخلی، ۰٫۳٪ رشد کرد و رسماً از رکود خارج شد. این رشد در سال ۲۰۱۷ با افزایش ۱٫۵ درصدی ادامه یافت.
در ژانویه سال ۲۰۱۶، شرکت آمریکایی بلومبرگ، اقتصاد روسیه را به عنوان دوازدهمین اقتصاد مبتکر در جهان، از چهاردهمین در ژانویه ۲۰۱۵ و هجدهمین در ژانویه ۲۰۱۴ شمرد.
روسیه در بالاترین نرخ‌های درخواست ثبت اختراع در جهان، پانزدهمین است. الکسی کودرین، وزیر پیشین دارایی گفته‌است که روسیه برای بهبود شرایط اقتصادی خود باید تنش‌های ژئوپلیتیکی را کاهش دهد.
در ماه مه ۲۰۱۶ متوسط دستمزد اسمی ماهانه به زیر ۴۵۰ دلار در ماه کاهش یافته‌است، و مالیات بر درآمد افراد در اکثر درآمدها به میزان ۱۳٪ قابل پرداخت است. تقریباً ۱۹٫۲ میلیون روس در سال ۲۰۱۶ زیر خط فقر ملی زندگی می‌کردند.
نظرسنجی انجام شده در سال ۲۰۱۸ بین ۱۴۰۰ مدیر مشاغل غیر هیدروکربنی روسی نشان داد که سطح بالایی از بدبینی وجود دارد و اکثریت افراد، اوضاع اقتصادی کشور را «فاجعه بار» توصیف کردند. ۷۳٪ از پاسخ دهندگان در کسب و کار های بزرگ و ۷۷٪ در متوسط و کوچک با «بحران» سروکار دارند در حالی که تنها ۴٪ آن را «خوب» توصیف کرده‌اند. ۵۰٪ از افزایش نرخ مالیات حقیقی رنج می‌برند، ۶۰٪ با افزایش تعرفه خدمات عمومی مواجه شدند. در سال ۲۰۱۹ وزارت منابع طبیعی و محیط زیست روسیه ارزش منابع طبیعی را ۸۴۴ میلیارد دلار یا ۶۰٪ تولید ناخالص داخلی کشور تخمین زد.

### ۲۰۲۱ تا کنون
روسیه در حال حاضر به دلیل تحریم‌ها و مجازات‌های گسترده اقتصادی که غرب در پی تهاجم نظامی این کشور به خاک اوکراین علیه نهادها، مقام‌ها و شخصیت‌های روس اعمال کرده با پیشی گرفتن از ایران عنوان نه چندان رغبت‌انگیز «تحت تحریم‌ترین کشور دنیا» را از آن خود کرده است.
ارزش روبل روسیه در روزهای پس از حمله روسیه به اوکراین در فوریه ۲۰۲۲ / اسفند ۱۴۰۰ و به‌دنبال اعمال تحریم‌های غرب، سقوط کرد ولی بانک مرکزی روسیه در تاریخ ۲۸ فوریه / ۹ اسفند با مجموعه اقدامات زیر در برابر تحریم‌ها عکس‌العمل نشان داد:
- اعمال کنترل سرمایه از طریق ممنوعیت کلیه معاملات با افراد غیر مقیم و کلیه معاملات سهام
- افزایش شدید نرخ بهره در روسیه از ۹.۵ درصد به ۲۰ درصد
- محدودیت ۱۰،۰۰۰ دلاری آمریکا (۷،۹۷۲ پوند) در ماه برای انتقال توسط ساکنان به حساب‌های بانکی خارج از کشور
- محدودیت ۱۰،۰۰۰ دلاری برای برداشت ارز خارجی
- موظف کردن صادرکنندگان به مبادله ۸۰ درصد از درآمد ارزی خود ظرف سه روز

بر اساس گزارش موسسه «کستلوم» که تحریم‌ها را در جهان رصد می‌کند، روسیه از ۲۲ فوریه گذشته، یک روز پس از آنکه ولادیمیر پوتین استقلال دو جمهوری خودخوانده و جدایی‌طلب شرق اوکراین را به رسمیت شناخت و فرمان اعزام نیروی‌های ارتش به این مناطق را صادر کرد، تحت نزدیک به ۴ هزار مورد تحریم قرار گرفته است.
با آغاز جنگ علیه اوکراین شمار این تحریم‌ها که ضربات جبران ناپذیری به اقتصاد روسیه تحمیل می‌کند از مرز ۶ هزار مورد عبور کرد.
این در حالی است که روسیه تا پیش از ۲۲ فوریه تحت کمتر از ۳ هزار مورد تحریم قرار داشت که عمده این تحریم‌ها به واکنش‌های بین‌المللی پس از الحاق شبه جزیره کریمه اوکراین به این کشور در سال ۲۰۱۴ مربوط می‌شد.
در مقام مقایسه، ایران طی یک دهه گذشته شاهد ۳ هزار و ششصد مورد تحریم علیه خود بوده که عمدتا در واکنش به برنامه هسته‌ای و آنچه حمایت تهران از «سازمان‌های تروریستی» خوانده می‌شود اعمال شده است.
داده‌های منتشر شده از سوی موسسه کسلتوم نشان می‌دهد که سوریه، کره شمالی و ونزوئلا به همراه روسیه وایران پنج کشوری هستند که تحت بیشترین‌ تحریم‌ها قرار گرفته‌اند.
داده‌های منتشر شده از سوی موسسه کسلتوم نشان می‌دهد که بعد از روسیه (۶ هزار و ۴۰۰ مورد تحریم) و ایران (۳ هزار و ۶۱۶) ، چهار کشور سوریه (با ۲ هزار و ۶۰۸)، کره شمالی (۲ هزار و ۷۷) ، ونزوئلا (۶۵۱)، میانمار (۵۱۰) و کوبا (۲۰۸ مورد) تحت بیشترین‌ تحریم‌ها قرار گرفته‌اند. ،
به نوشته اکونومیست در سال ۲۰۲۴، رشد تولید ناخالص داخلی روسیه به میزان ۳ درصد است که این مقدار بالاتر از ۹۵ درصد کشورهای ثروتمند است. از یکسو روسیه ذخایر عظیمی را انباشته کرده است که از کسری بودجه حمایت می‌کند و از سوی دیگر، سیاست پولی بانک مرکزی روسیه موجب تاب‌آوری اقتصاد روسیه و رشد آن شده است. نرخ کلیدی از ۷.۵ درصد به ۱۸ درصد افزایش یافته است. به همین دلیل، ارزش روبل تقویت شده است. روسیه سرمایه‌گذاری خارجی از چین و هند را جذب کرده است که این امر باعث کاهش قیمت واردات و به تبع آن تورم می‌شود. همچنین روسیه مردم را به پس‌انداز تشویق می‌کند تا برای مصرف هزینه کنند که این ابتکار تورم را نیز کاهش می‌دهد. 

## بازرگانی
در سال ۲۰۱۵، صادرات اصلی روسیه نفت و گاز طبیعی (62.8٪ از کل صادرات)، سنگ معدن و فلزات (5.9٪)، محصولات شیمیایی (5.8٪)، ماشین آلات و تجهیزات حمل و نقل (5.4٪) و مواد غذایی (4.7٪) بوده است. سایر موارد عبارت بودند از: مواد خام کشاورزی (2.2%) و منسوجات (0.2%).
بیشترین صادرات روسیه در سال 2021 عبارت بودند از: نفت خام 110.9 میلیارد دلار، نفت فرآوری شده 69.9 میلیارد دلار، طلا 17.3 میلیارد دلار، زغال سنگ 15.4 میلیارد دلار و گاز طبیعی 7.3 میلیارد دلار.
بیشترین واردات روسیه در سال 2021 عبارت بودند از: تجهیزات انتقال 10.7 میلیارد دلار، دارو 7.3 میلیارد دلار، تانکرها 3.7 میلیارد دلار، قطعات و لوازم جانبی برای پردازش داده 3.7 میلیارد دلار و واحدهای ذخیره سازی 3.3 میلیارد دلار.
در سال 2021، روسیه در بین صادرکنندگان کالاهای جهانی رتبه سیزدهم و در بین واردکنندگان رتبه 22 را به خود اختصاص داد. به گفته منابع رسمی روسیه، صادرات کالاهای این کشور در سال 2021 بالغ بر 492 میلیارد دلار بوده که نسبت به سال 2020، 46 درصد افزایش داشته است (بدون تعدیل تورم). مواد معدنی از جمله نفت و گاز تقریباً 45 درصد از این صادرات را به خود اختصاص داده است. واردات کالا با 27 درصد افزایش به 294 میلیارد دلار در سال 2021 رسید. ماشین آلات و لوازم مکانیکی بالاترین رده وارداتی بودند که تقریباً یک سوم واردات کالاهای روسیه را تشکیل می دادند. در تجارت خدمات، روسیه در سال 2020 رتبه 26 را در بین صادرکنندگان جهانی و 19 را در بین واردکنندگان کسب کرد، آخرین سالی که داده‌های مربوط به آن وجود دارد. این یک واردکننده خالص خدمات بود که 49 میلیارد دلار خدمات صادر می کرد و 76 میلیارد دلار وارد می کرد.
بر اساس گزارش بانک جهانی، واردات کالاها و خدمات 21.3 درصد از تولید ناخالص داخلی روسیه (GDP) را در سال 2021  و صادرات کالاها و خدمات 30.9 درصد از تولید ناخالص داخلی روسیه را به خود اختصاص داده است. نسبت تجارت به تولید ناخالص داخلی روسیه (باز بودن تجارت) 49.26%  است که کمتر از میانگین کشورهاست. در دسامبر 2022 در مطالعه‌ای، یک اقتصاددان در بخش تحقیقات و پیش‌بینی بانک روسیه، دریافت که وابستگی اقتصاد روسیه به واردات نسبتاً کم است، از میانگین سایر کشورها تجاوز نمی‌کند و سهم واردات در اکثر صنایع کمتر از آن است. در کشورهای دیگر. توضیح کلیدی برای این امر می تواند دخالت کم اقتصاد روسیه در زنجیره های عرضه ارزش جهانی و تمرکز آن بر تولید مواد خام باشد. با این حال، 60 درصد واردات روسیه از کشورهایی است که تحریم‌هایی را علیه روسیه اعلام کرده‌اند.

## بازسازی اقتصادی
روسیه نزدیک به یک قرن دارای یک اقتصاد دستوری بود. پس از فروپاشی شوروی، روند گذار روسیه از اقتصاد دستوری به اقتصاد بازار آغاز شد که با چالش‌ها و بحران‌های متعددی همراه بود.
اخبار 2021 تا کنون برگرفته از کمپانی اف تی اپیک